# Šabac
Šabac (v srbské cyrilici Шабац) je město v západním Srbsku. Nachází se na hranici centrálního Srbska a Vojvodiny, (na řece Sávě), v historickém regionu Mačva, jehož je ekonomickým i kulturním centrem. Je také střediskem Mačvanského okruhu. Nachází se 85 km západně od Bělehradu.

## Název
Název Šabac je poprvé zmíněn v dubrovnickém dokumentu z roku 1454. Původ názvu města není znám, pravděpodobně se vyvinul z názvu řeky Sávy, která jím protéká. Ve středověkém Srbsku bylo město známé pod názvem Zaslon (Заслон), v maďarštině se objevovalo přepsané foneticky jako Szabács, v němčině jako Schabatz a v osmanské turečtině jako Böğürdelen.

## Poloha
Město se nachází v již zmíněném regionu s názvem Mačva, na historické hranici mezi centrálním Srbskem a Vojvodinou. Severní hranici města tvoří řeka Sáva, Šabac je vzdálen 103 km po řece od metropole Bělehradu. Městem dále protékají potoky Dumača a Kamičak; druhý uvedený je obveden kanálem, který obchází střed města. 

## Klimatické poměry
Podnební podmínky jsou pro Šabac mírné, město ovlivňuje i klima nedalekých hor. Průměrná teplota v lednu zde dosahuje -0,2 °C, v červnu 20,7 °C a roční průměr potom činí 11,7 °C (což je o cca dva stupně více než u českých měst). Roční úhrn srážek zde dosahuje okolo 800 mm.

## Historie
V lokalitě dnešního Šabace, která byla součástí Římské říše, bylo přítomné římské osídlení.
Na místě současného města existovalo slovanské osídlení, které bylo součástí středověkého Srbska pod vládou dynastie Nemanjićů. V této době bylo známo pod názvem Zaslon a bylo součástí Mačvanské bánoviny. Současný název nicméně začal být používán po dobytí kraje Turky. Existovala tu kolonie dubrovnických kupců. Pod tureckou nadvládu se Zaslon dostal roku 1470, tehdy je doložena také existence pevnosti. O šest let později jej na krátkou dobu obsadil uherský král Matyáš Korvín. Ten využil místní pevnost pro ochranu Uher. Administrativně se stal centrem regionu Mačva (maďarsky Macsó) pod uherskou nadvládou (pod Turky byl Šabac řízen ze Zvorniku v dnešní Bosně). Turci se jej zmocnili v roce 1477.
Pod osmanskou nadvládou bylo město později součástí Smederevského sandžaku. Mělo nicméně roli sídla náchie (nižší správní jednotky). Obyvatelstvo bylo nábožensky smíšené; kromě muslimů, kteří přišli s Turky nebo konvertovali k islámu, zde žili i Maďaři, Slované (Srbové a Chorvati) a potomci dubrovnických kupců. Tehdejší sídlo mělo živé tržiště, kde se prodávalo, dováželo a vyváželo zboží z různých koutů impéria.
Turci město drželi až do roku 1718, kdy začalo dvacet let habsburské nadvlády nad územím současného severu centrálního Srbska. Šabac vydali Turci Rakušanům bez boje. Období ústupu Turků trvalo ale pouhých dvacet let a poté se opět v roce 1739 vrátili. S přestávkami drželi město až do Prvního srbského povstání.
Turci v roce 1470 postavili ve městě opevnění s názvem Böğürdelen. Mělo půdorys čtyřúhelníku, palisádu z dubového dřeva a devět věží. V průběhu desetiletí se město, strategicky důležité obchodní centrum, stalo předmětem častého střídání rakouské a turecké moci. Rakouské vojsko obsadilo pevnost dne 24. dubna 1788.
Město hrálo významnou roli i během prvního srbského povstání. U nedaleké vesnice Mišar porazil Karađorđe tureckou armádu, podle níž složil Filip Višnjić báseň Boj na Mišaru. V roce 1807 nakonec Turci Šabac vzbouřencům předali, zpět se ale vrátili po porážce povstání. 
V roce 1826 byla v Šabaci otevřena základní škola a lékárna. O deset let později zde vzniklo i gymnázium a ve 40. letech 19. století se zde pořádala první divadelní představení.
Město bylo zcela osvobozeno od osmanské nadvlády v roce 1867 stažením posledních tureckých vojáků. Šabac byl jedním ze šesti měst, kde byla umístěna turecká armáda i po vzniku autonomního srbského knížectví po Druhém srbském povstání (spolu s Kladovem, Bělehradem, Smederevem, Užicí a pevností Soko). V této době zde žila již menší komunita židů, kteří se věnovali převážně obchodu.
V Šabaci byly první noviny vytištěny již v roce 1883. V roce 1908 byl do Šabace zaveden elektrický proud. Jádro současného města vzniklo právě v této době a nejstarší budovy v centru Šabace (Gospodar Jevremova ulice) vznikly v této době. Místní budovy jsou od 80. let 20. století památkově chráněné. V 19. století žil v Šabaci Jevrem Obrenović, bratr knížete Milana Obrenoviće. Těsně před vypuknutím první světové války zde žilo čtrnáct tisíc lidí. Město se úspěšně rozvíjelo a v období „zlatého věku“ moderních srbských dějin bylo nazýváno jako „Malá Paříž“.
Během první světové války vedl rakouský útok na Srbsko právě přes Šabac. V jeho blízkosti rakouské vojsko překročilo řeku Drinu a zahájilo útok na východ. Brzy bylo město dobyto rakousko-uherskou armádou, která se dopouštěla zločinů na místním obyvatelstvu. Téměř polovina z tehdejších čtrnácti tisíc obyvatel utekla. Vzhledem k tomu, že útok na Srbsko směřoval z Rakousko-Uherska západní stranou, došlo v Šabaci také k řadě materiálních škod. Vypálena byla místní knihovna a zbořena např. kostelní věž. Poškozena byla většina budov. Srbská armáda sem vstoupila dne 2. listopadu 1918. Po válce zde zůstalo jen sedm tisíc obyvatel. Město za své útrapy získalo řadu ocenění, včetně francouzského Croix de guerre, Československého válečného kříže apod.

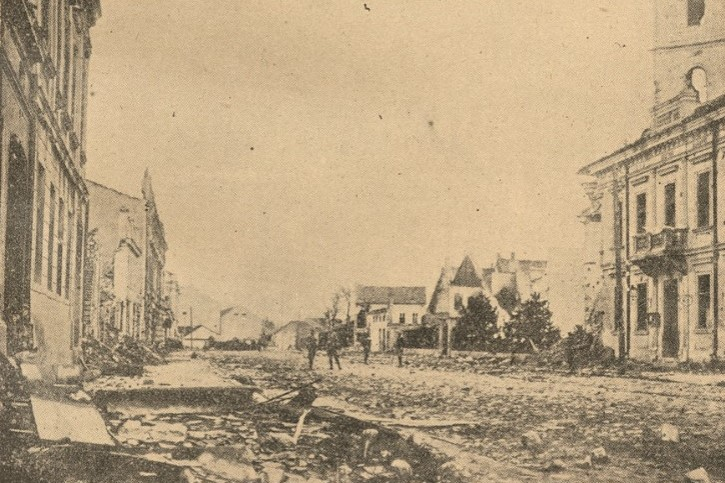
Šabac v roce 1914.

Po vzniku Království Srbů, Chorvatů a Slovinců v roce 1918 byl Šabac nejprve hlavním městem Podrinského okruhu, později byl součástí Drinské bánoviny. Rozvoj města umožnila především industrializace, která byla zahájena již v meziválečném období. Chemička Zorka byla dokončena v roce 1938. Stala se největší na území tehdejší Jugoslávie. Ve třicátých letech byl také otevřen most přes řeku Sávu. Architekturu této doby reprezentuje také Dům řemesel (srbsky Занатски дом) 
Místní komunita Židů byla odvezena v transportech do Kladova. Asi 1300 Židů se podařilo zachránit před transporty smrti. Během druhé světové války zde došlo k masakru místního obyvatelstva v září 1941 jako odplata za vypuknutí povstání v Srbsku. Rovněž zde Němci zřídili během války také tábor. V roce 1944 Šabac dobyli jugoslávští partyzáni.
Po druhé světové válce byla „Zorka“ přestavěna a Šabac se stal jedním z nejmodernějších průmyslových měst v Jugoslávii. V 70. letech se počet obyvatel prudce zvýšil poté, co bylo dříve postaveno a otevřeno mnoho obytných budov, škol, sportovních hřišť, hal a mateřských škol. Celá bažina Benska Bara byla přeměněna na sídliště. Nový most přes Sávu navíc lépe spojuje město s periferií. Symbolem rozvoje města z této doby je hotel Sloboda s nápadnou modrou prosklenou fasádou.
Po roce 1990 však Šabac jako jedno z průmyslově nejvyspělejších měst[zdroj?] těžce strádal; nejprve ekonomickou krizí, později mezinárodními sankcemi a nakonec bombardováním. Na město dopadlo celkem deset bomb. Uzavřeny byly četné závody. Počátek 21. století byl ve znamení vysoké nezaměstnanosti (v roce 2007 30 %).
V roce 2014 město těžce strádalo během povodní, především díky tomu, že se nachází v rovině a na dolním toku velké řeky (Sávy). Zaplavenému městu pomáhalo okolo pěti tisíc dobrovolníků ze Srbska a řada dalších i ze zahraničí.

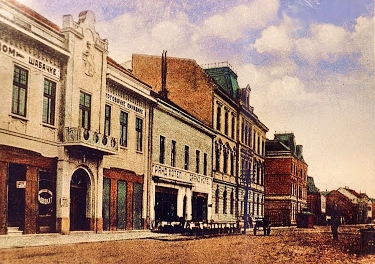
Grand Hotel Šabac v 19. století
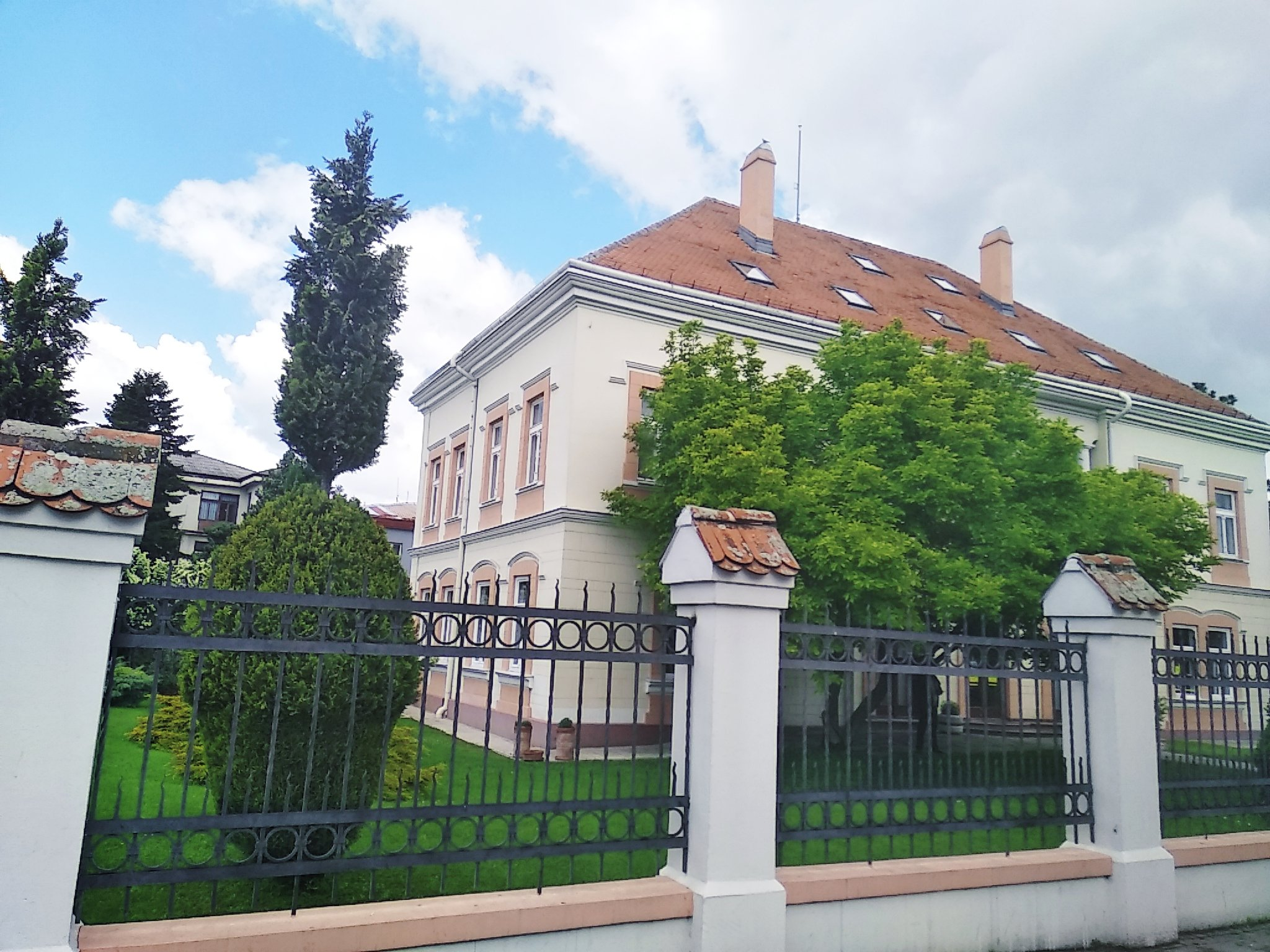
Budova veřejné knihovny v Šabaci.
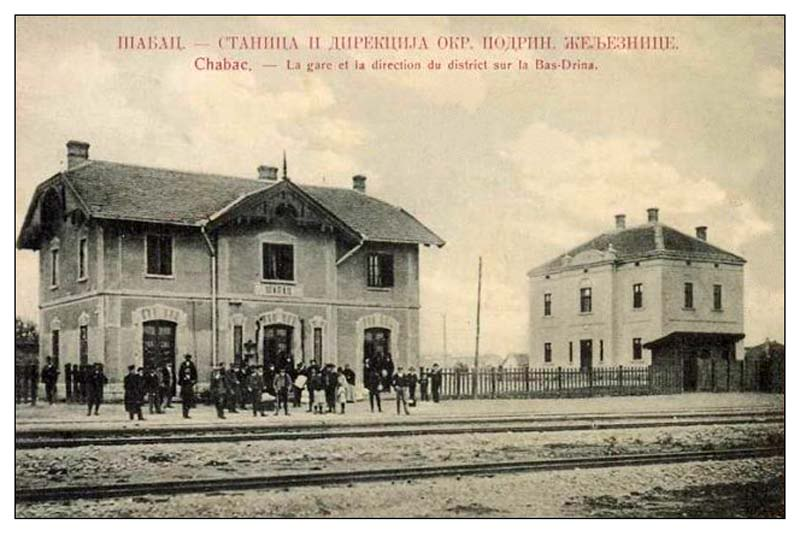
Staré nádraží v roce 1908
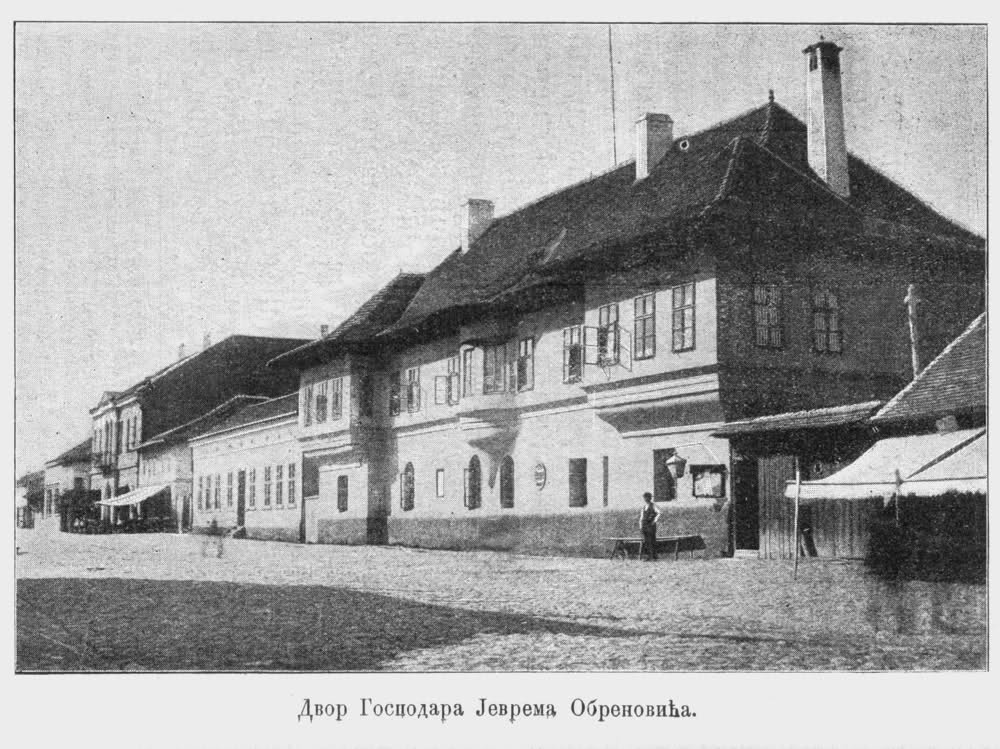
Dům Jevrema Obrenoviće v 19. století
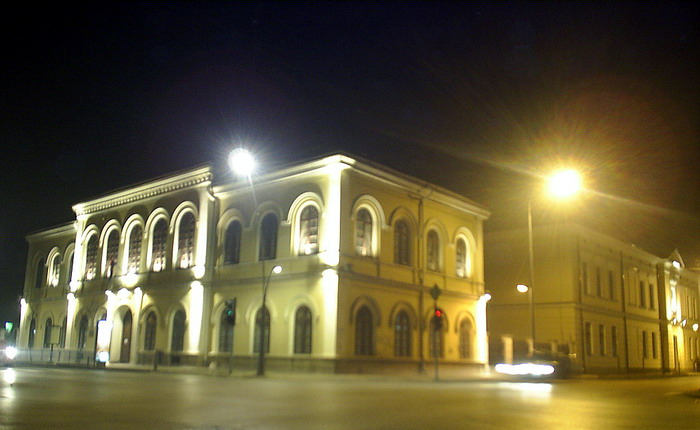
Místní muzeum
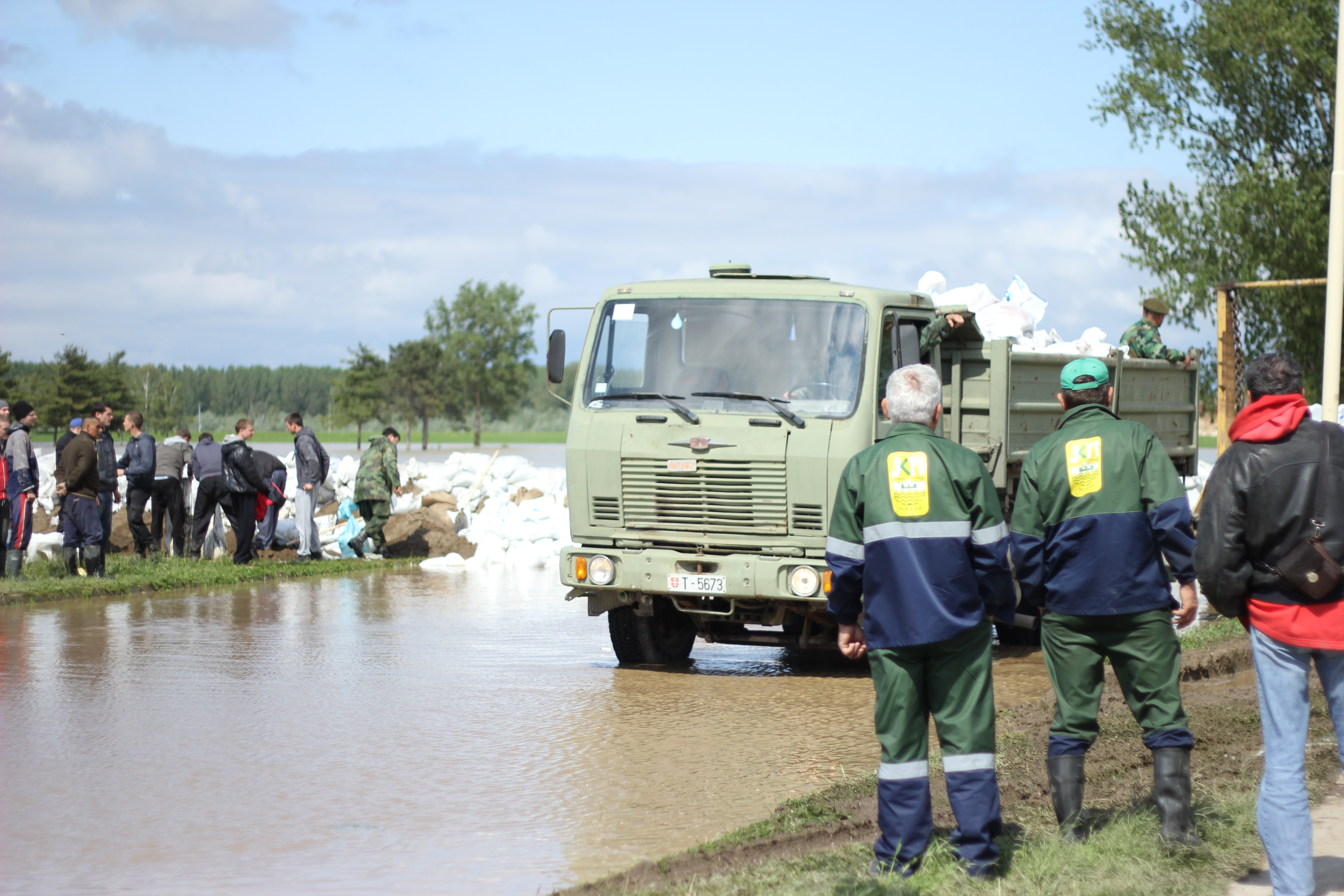
Město zasažené povodněmi v roce 2014
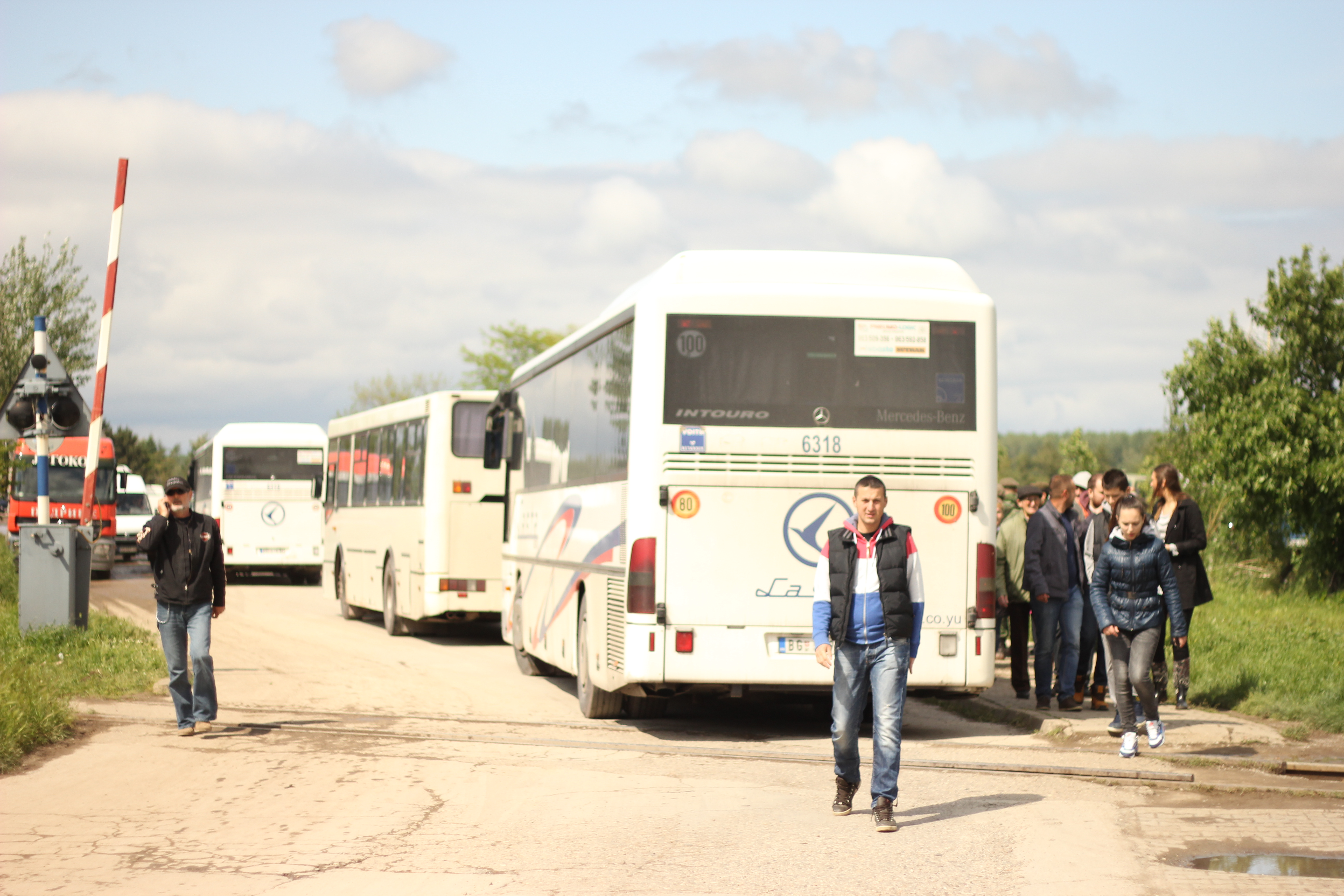
Příjezd dobrovolníků do Šabace během povodní v roce 2014

## Obyvatelstvo
V roce 1991 měl Šabac 54 637 obyvatel, v roce 2011 žilo v Šabaci 52 822 obyvatel. V opštině Šabac (tj. samotné město s okolím) pak něco přes sto tisíc lidí. 95 % z nich se hlásí k srbské národnosti, cca okolo jednoho procenta k romské a zbytek k národnostem z celého regionu. V roce 2002 se k romské národnosti přihlásilo 1001 obyvatel Šabace.
V roce 2006 byl trend vývoje počtu obyvatel v Šabaci negativní (klesající), neboť ubylo 500 lidí. V roce 2006 byl průměrný věk obyvatel Šabace 39,75 let.

## Samospráva
V čele města Šabace stojí primátor, kolektivní orgán vedení tvoří rada města a dále zde působí zastupitelstvo, které má 69 členů. Pod město Šabac administrativně spadá celkem 52 sídel (opština Šabac).

## Kultura a životní prostředí
Šabac má vlastní muzeum (pobočku srbského Národního muzea), městskou knihovnu a divadlo, které sídlí v budově Domu řemesel. 
Hlavním zeleným prostranstvím ve městě je Velký park s nápadnou moderní fontánou.

### Pamětihodnosti

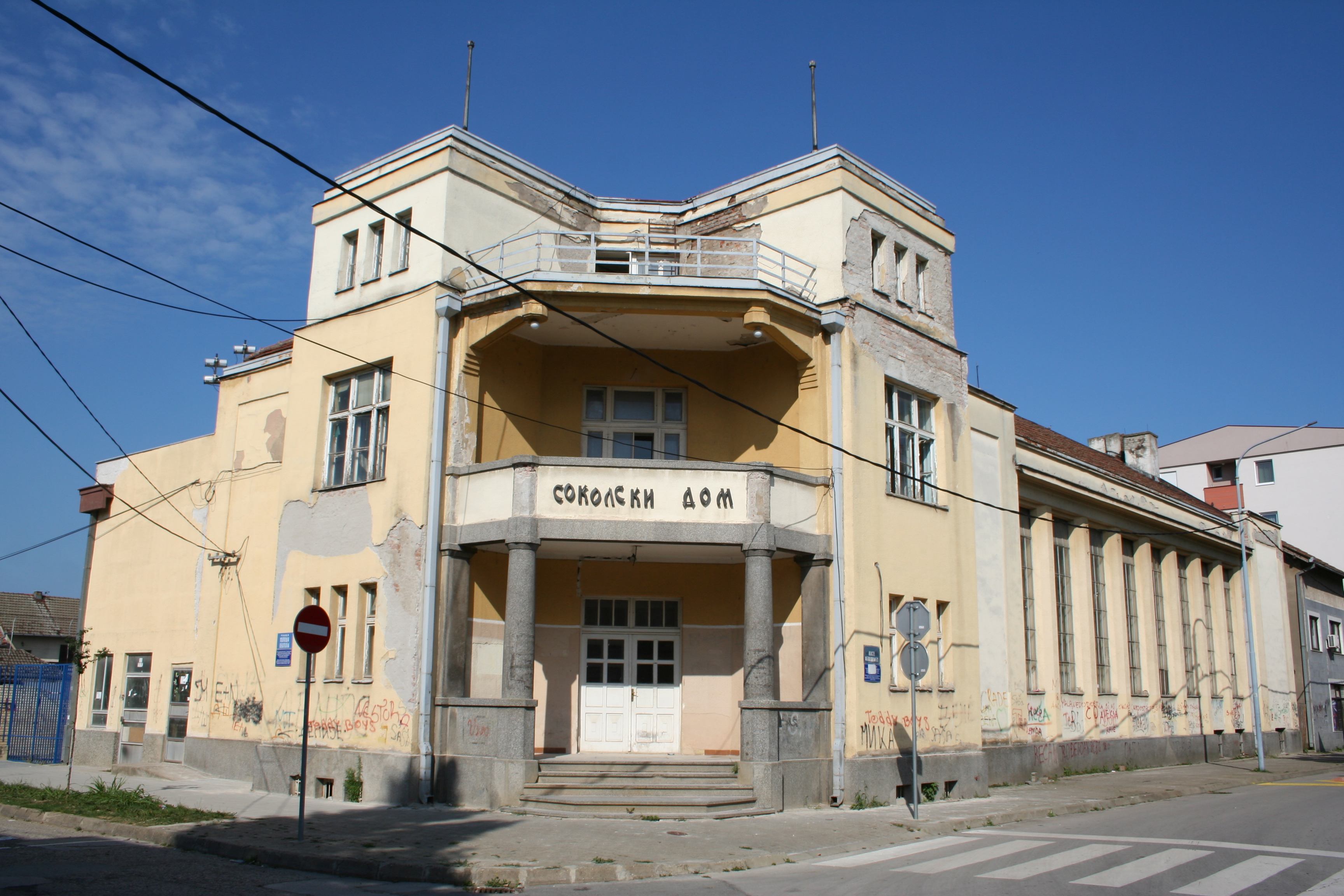
sokolský dům

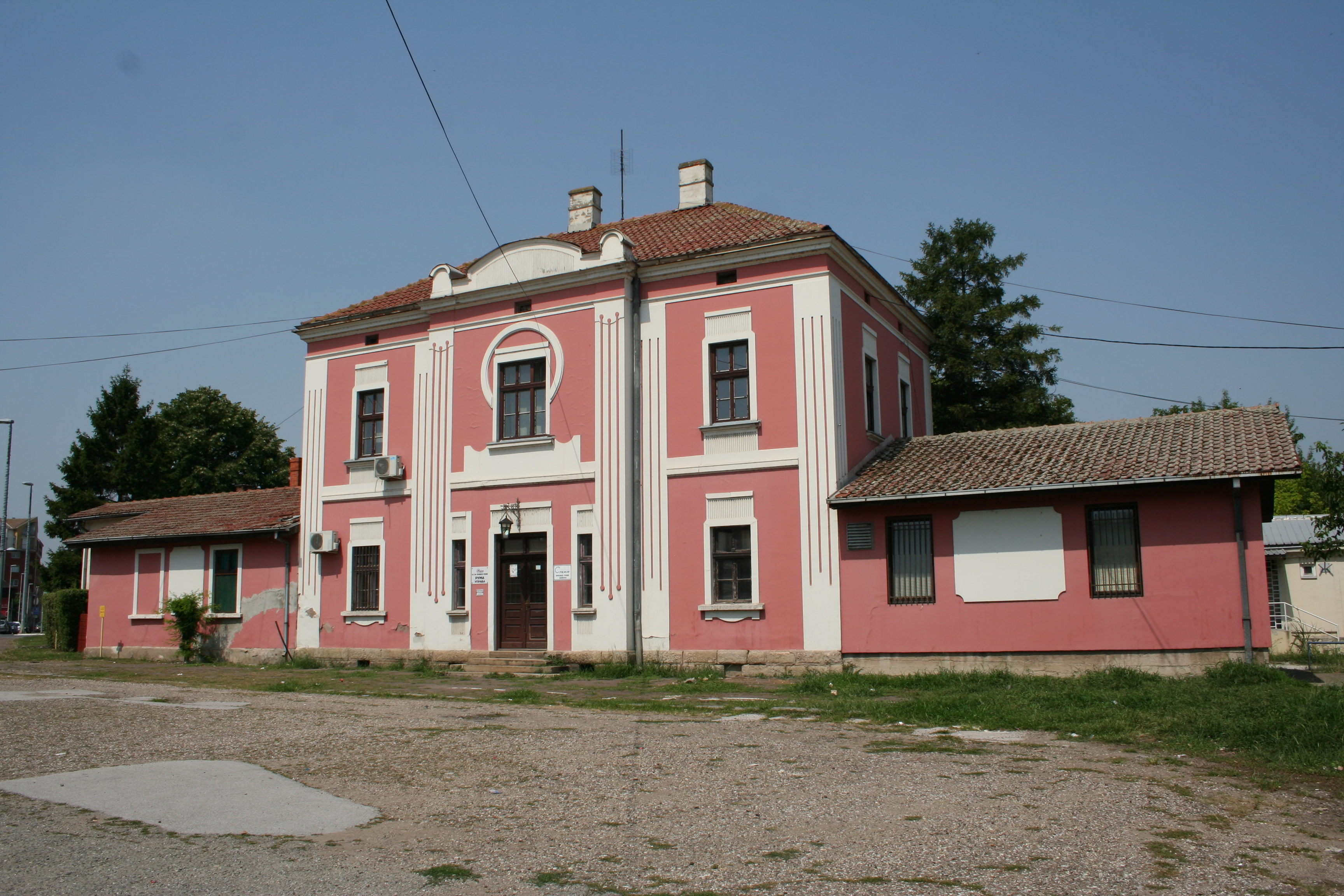
místní nádraží

Nejznámější místní památkou je pevnost původně tureckého původu s názvem Bigir delen. Část jejího areálu byla přebudována jako park. Vznikla v závěru 15. století z nařízení Isa Bey Išakoviče podle vzoru, který se v této době používal a na území Srbska byl uplatněn i u pevnosti Festislam v Kladovu.
V centru města se nachází pravoslavný chrám sv. Petra a Pavla, který byl zbudován v roce 1830, jehož ikonostas byl instalován v roce 1857, a který byl v roce 1931 nově vymalován nástěnnými malbami. Nachází se zde také židovský hřbitov a židovské muzeum, které stojí v budově bývalé synagogy. Mezi historické budovy spadá např. také Arambašićův dům, dům obchodníka z konce 19. století. Budova dnes slouží pro potřeby pravoslavné církve.
V blízkosti Šabace se také nachází Klášter Radovašnica (srbsky Манастир Радовашница).

## Doprava
Město je napojeno na železniční síť prostřednictvím trati Ruma–Zvornik. Význam trati je nicméně především v oblasti nákladní dopravy, počet vlaků pro dopravu osobní je velmi nízký a meziměstská doprava je realizována především prostřednictvím autobusů. V roce 2006 využilo stanici Šabac 29 944 cestujících. Na trati je stanice pro osobní i nákladní dopravu. Hlavní autobusové nádraží se nachází v jihovýchodní části města, je oddělené od železničního, které je umístěno poblíž řeky Sávy.
Přes Šabac prochází několik klíčových silnic a nedaleko se nachází i dálnice Záhřeb-Bělehrad. Další silniční tahy směřují do měst Loznica, Valjevo a Bijeljina. (Silnice M19 a M21)
V roce 2021 se řešila výstavba rychlostní silnice, resp. dálnice, která by okolo Šabace vedla z centrální Vojvodiny do Bosny a Hercegoviny, resp. do její metropole Sarajeva. V říjnu 2023 byla dálnice A8, dosahující právě Šabace, slavnostně otevřená.
Významný je také místní přístav; řeka Sáva je od Šabace až po Bělehrad splavná. Přístav má celkem dva jeřáby a dokáže přeložit až 200 000 tun zboží za rok. Město Šabac má zájem přístav modernizovat a učinit z něj přístav mezinárodního významu.

## Ekonomika

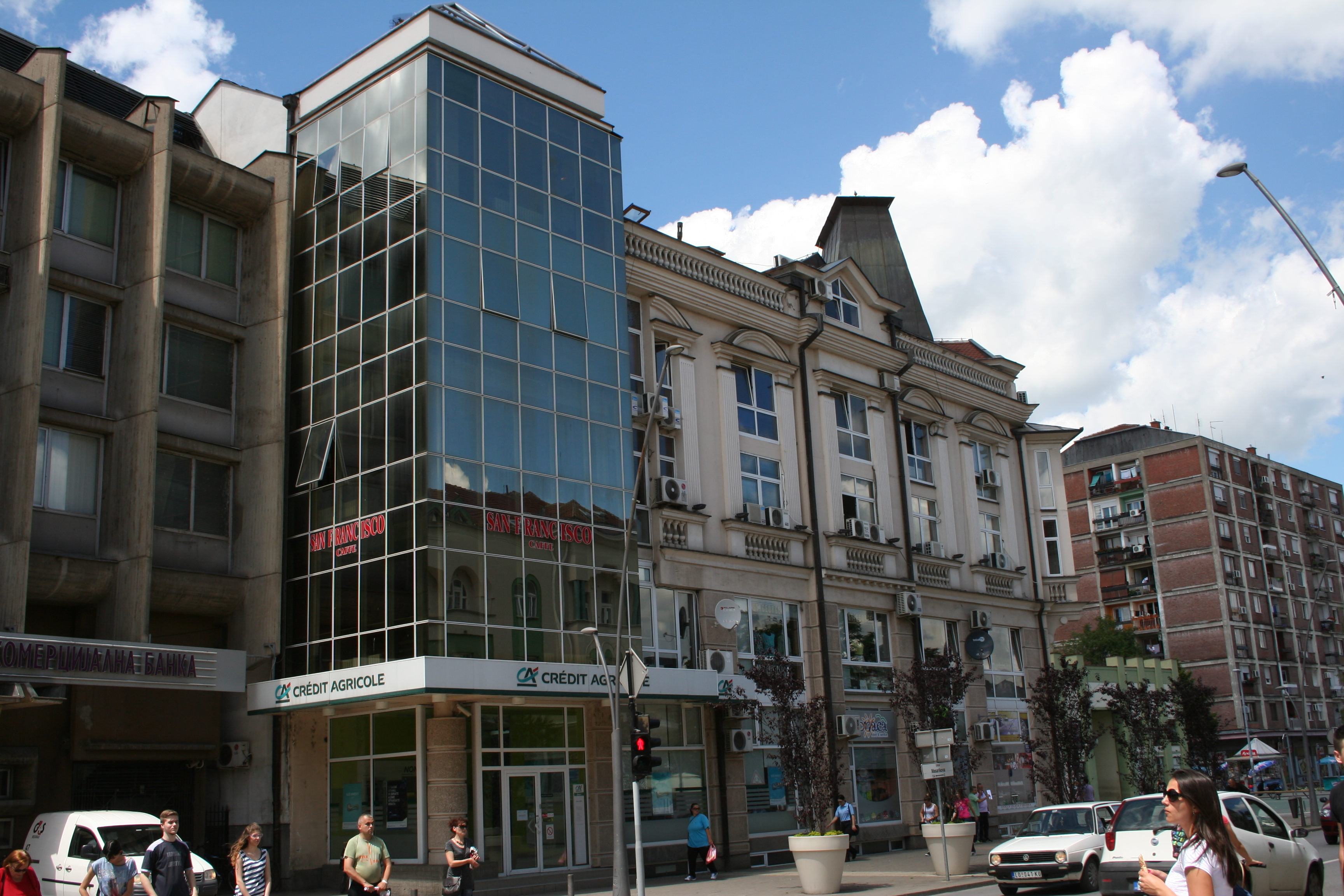
Střed města.

Průmysl je orientován převážně na potravinářství, neboť okolní půda je velice úrodná. 76 % rozlohy území šabacké opštiny se využívá k zemědělství.
Zastoupena jsou ovšem ale i další odvětví, např. dřevovýroba, či stavebnictví. Významné zastoupení má také průmysl chemický, výroba tapet nebo léků a např. i válcování plechu. Do roku 1991 (a uvalení mezinárodních sankcí) patřily mezi hlavní zaměstnavatele v Šabaci také společnosti Izgradnja, Šapčanka a Nama. V současné době se ve městě nachází jedna z volných ekonomických zón.
V Šabaci stojí celkem dvě průmyslové zóny. Jedná se o tzv. Severozápadní a východní zónu. V jedné z nich má být v roce 2022 za pomoci čínské investice otevřen závod na výrobu automobilových součátek. I přes to tvoří většinu místních podniků malé firmy. Většinou se věnují obchodu nebo se jedná o zpracovatelský průmysl.

## Školství
V Šabaci existuje dvanáct základních škol, dále osm škol středních. Jedna z nich je gymnázium. V roce 2002 mělo 41 % obyvatel pouze základní vzdělání, 43 % obyvatel Šabace středoškolské vzdělání a 9 % vysokoškolské. 7 % obyvatel nemělo žádné vzdělání. 

## Sport
Místní fotbalový tým nese název FK Mačva Šabac. Házenkářský tým je potom RK Metaloplastika.
V roce 1977 byl nedaleko města založen lovecký areál s názvem Karakuša.

## Známé osobnosti
- Nikola Čupić[10], podporovatel srbské literatury.
- Branimir Ćosić, spisovatel a novinář
- Branislav Lečić, herec
- Draga Ljočić, první srbská doktorka
- Dragiša Lapčević, politik, novinář, historik
- Isidora Sekulić, spisovatelka
- Janko Veselinović, spisovatel
- Jela Spiridonović-Savić, básník
- Jevrem Obrenović, bratr Miloše Obrenoviće
- Jovan Cvijić, geograf a rektor Bělehradské univerzity
- Józef Poniatowski, polský generál
- Sava Petrović, botanik
- Kosta Abrašević, básník
- Laza Lazarević, lékař a spisovatel
- Ljubiša Jovanović, herec
- Mileva Marić, srbský lékař
- Milić Stanković, malíř
- Milorad Popović Šapčanin, básník
- Sasha Knezev, srbsko-americký filmař
- Slobodan Jovanović, historik
- Stanislav Vinaver, spisovatel
- Stojan Novaković, historik
- Šaban Šaulić,  zpěvák
- Veselin Vujović, handball player
- Vladimir Jovanović, filozof
- Živojin Pavlović, režisér
- Jasmina Vujic, jaderná inženýrka v USA
- Bora Đorđević[13], zpěvák